# Montecchio Emilia
Montecchio Emilia är en ort och kommun i provinsen Reggio Emilia i regionen Emilia-Romagna i Italien. Kommunen hade 10 499 invånare (2018).